# Витвицкая сельская община
Витвицкая сельская общи́на (укр. Витвицька сільська громада) — территориальная община в Калушском районе Ивано-Франковской области Украины.
Административный центр — село Витвица.
Население составляет 5748 человек. Площадь — 154,4 км².

## Населённые пункты
В состав общины входят 9 сёл:
- Витвица
- Кальная
- Липа
- Выгодовка
- Лужки
- Росточки
- Слобода-Болеховская
- Станковцы
- Церковна